# Zygmunt Malacki

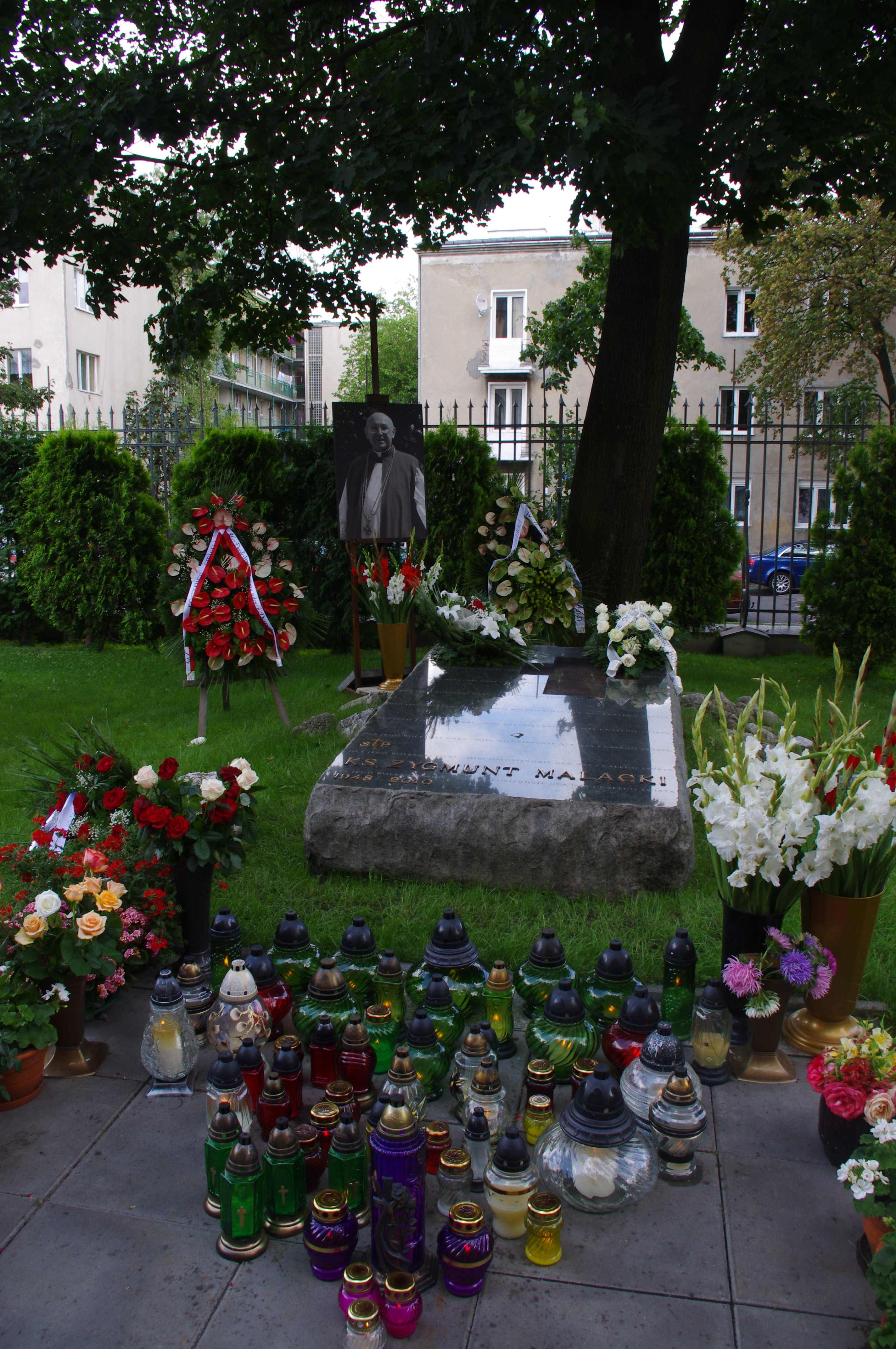
Grób ks. Zygmunta Malackiego przy kościele św. Stanisława Kostki w Warszawie

Zygmunt Malacki (ur. 21 września 1948 w Nakorach, zm. 7 sierpnia 2010 w Warszawie) – polski duchowny, prałat, wieloletni rektor  kościoła akademickiego św. Anny i parafii św. Stanisława Kostki w Warszawie i turysta tatrzański (przemierzył wszystkie tatrzańskie szlaki).

## Życiorys
Ksiądz Zygmunt Malacki pochodził z Podlasia, urodził się 21 września 1948 roku w Nakorach. Święcenia kapłańskie przyjął 15 czerwca 1975 z rąk Kardynała Stefana Wyszyńskiego. Zmarł 7 sierpnia 2010 roku.
Pracował kolejno w parafiach: św. Wojciecha w Wiązownie, Matki Bożej Różańcowej na Bródnie, akademickim kościele św. Anny na Krakowskim Przedmieściu i Św. Stanisława Kostki na Żoliborzu w Warszawie.
W latach 1984–1998 był rektorem kościoła akademickiego św. Anny. To tam na dobre ujawnił się jego talent znakomitego organizatora. Ks. Zygmunt Malacki był między innymi przewodnikiem Warszawskiej Akademickiej Pielgrzymki Metropolitalnej, twórcą Drogi Krzyżowej w Wielkie Piątki ulicami Starówki.
W latach 1998–2010 ks. Zygmunt Malacki był proboszczem parafii św. Stanisława Kostki. W czasie swojej pracy w tej parafii przebudował prezbiterium świątyni, zakończył budowę Domu Pielgrzyma "Amicus", zorganizował Drogę Krzyżową ulicami Żoliborza w Wielkie Piątki. Wraz z zespołem współpracowników stworzył multimedialne muzeum księdza Jerzego Popiełuszki, a także przyczynił się do przyspieszenia procesu beatyfikacyjnego ks. Jerzego Popiełuszki.
Założył też fundacje: "PRO BONO" i "BONUM".
Został finalistą III edycji konkursu "Proboszcz roku".

## Publikacje
- "Ku dojrzałej wierze" (program duchowy dla pielgrzymów XI WAPD (razem z ks. Ryszardem Moniem) (1991).
- "Kościół znakiem Chrystusa" (program duchowy dla pielgrzymów XII WAPM (razem z ks. Januszem Strojnym) (1992).
- "Jak wierzę?" (program duchowy dla pielgrzymów XIII WAPM (razem z ks. Ryszardem Moniem" (1993).
- "Być chrześcijaninem" (program duchowy dla pielgrzymów dla pielgrzymów XIV WAPM (razem z ks. Ryszardem Moniem) (1994).
- "Posyłam was" (program duchowy dla pielgrzymów XV WAPM (1995).
- "Być człowiekiem sumienia" (program duchowy dla pielgrzymów XVI WAPM (1996).
- "Być z Chrystusem" (program duchowy dla pielgrzymów XVII WAPM (1997).
- "Żyć z Duchem Świętym" (program duchowy dla pielgrzymów XVIII WAPM (razem z ks. Ryszardem Moniem) (1998).
- Na służbie u Świętej Anny (1998)
- "Ku Jasnej Górze z WAPM. O Warszawskiej Akademickiej Pielgrzymce Metropolitalnej", redaktor zespołu: Marzena Czapczyk, Anna Borkowska, Krystyna Szczerbińska, Ewa A. Zając, Paweł Kaleta, Jacek Szczerbiński (1998).
- "Kościół p.w. św. Stanisława Kostki – u grobu Sługi Bożego ks. Jerzego Popiełuszki" (1999).
- "Sługa Boży ksiądz Jerzy Popiełuszko" (2002).
- współautor albumu "Zwyczajna niezwyczajna parafia. U grobu ks. Jerzego Popiełuszki" (2007).

## Odznaczenia
W 2006 roku ks. Zygmunt został wyróżniony Nagrodą Miasta Stołecznego Warszawy.

## Galeria

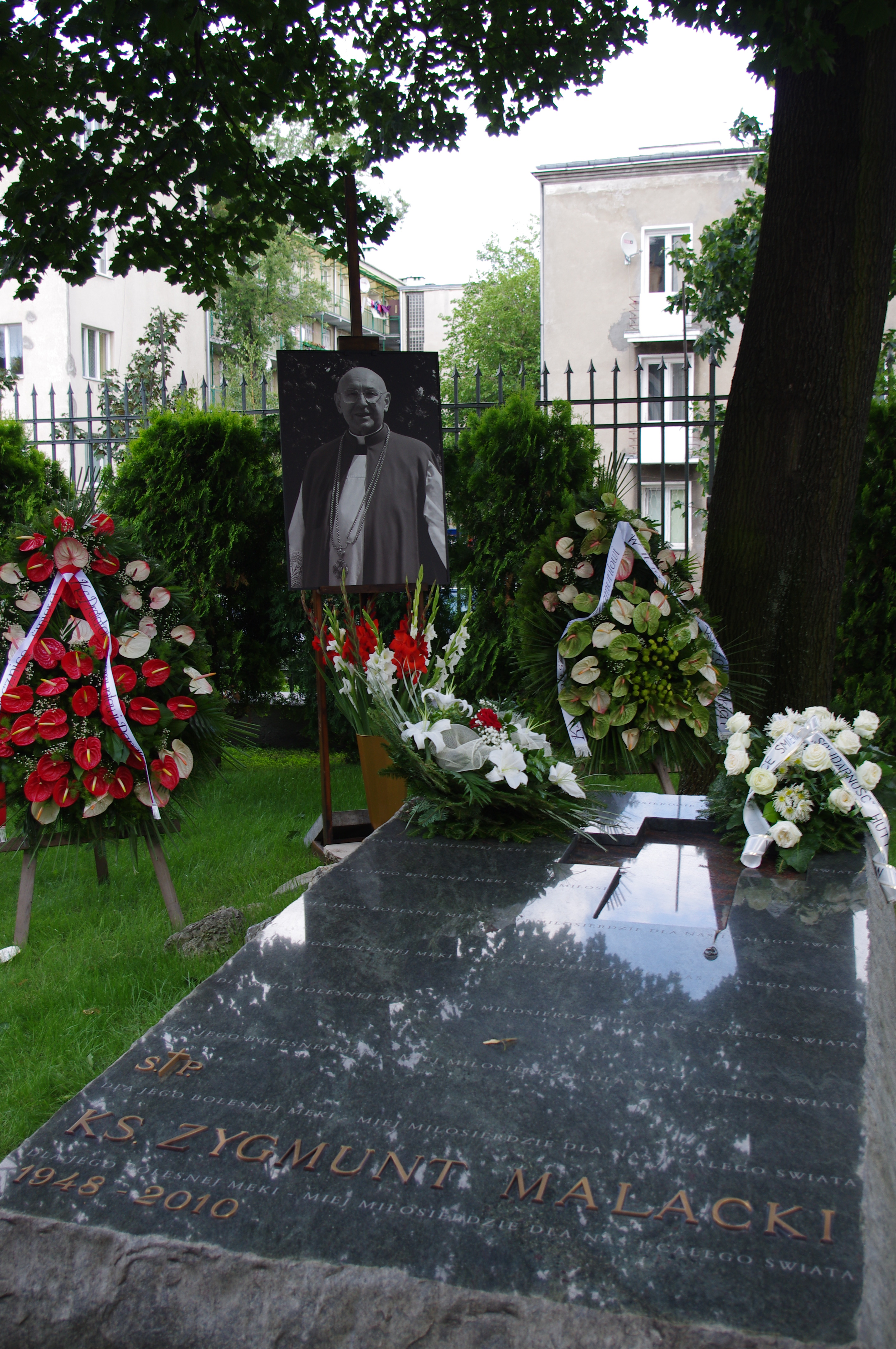
Grób ks. Zygmunta Malackiego przy kościele św. Stanisława Kostki w Warszawie
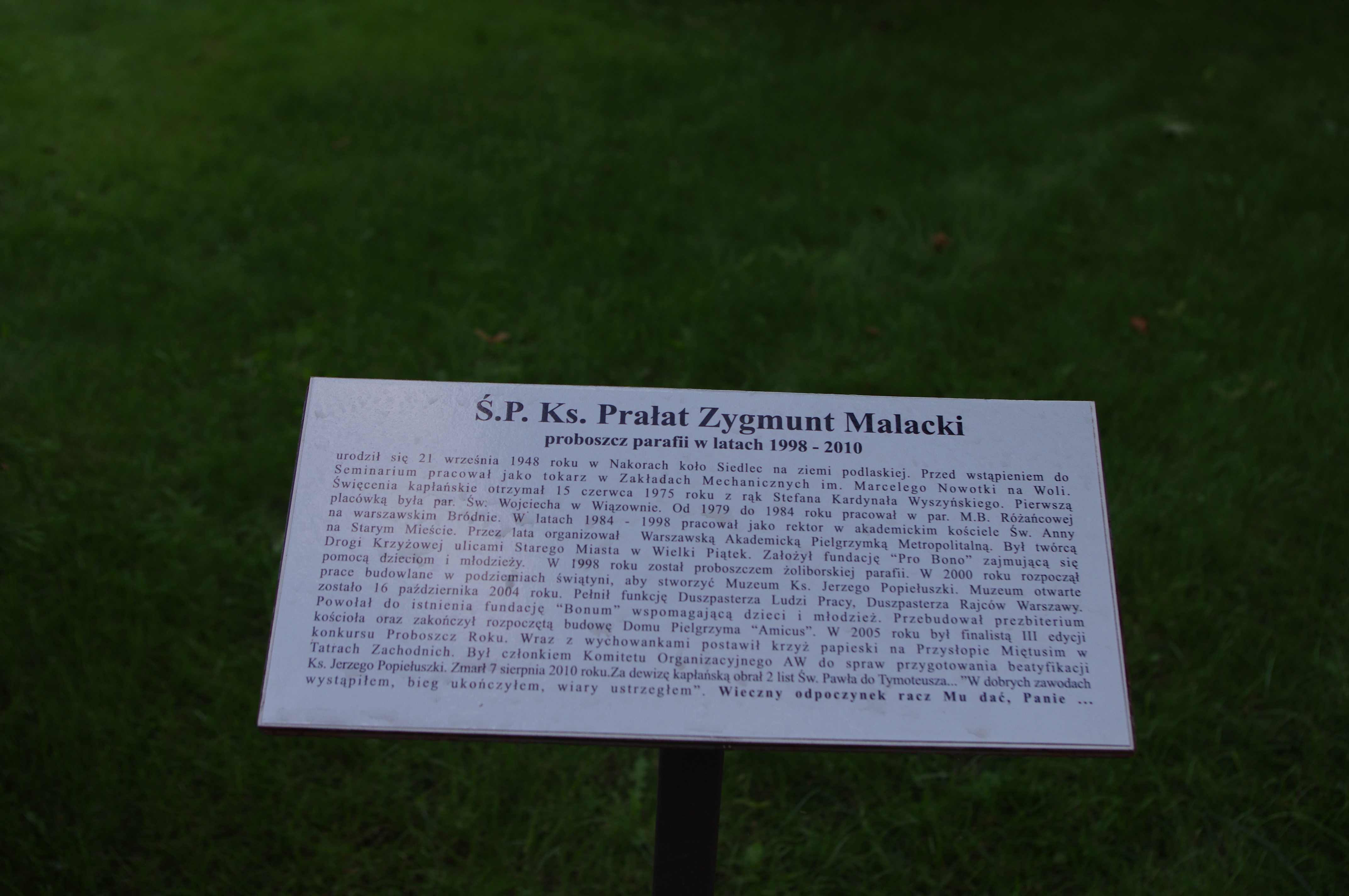
Tabliczka przy grobie ks. Zygmunta Malackiego przy kościele św. Stanisława Kostki w Warszawie
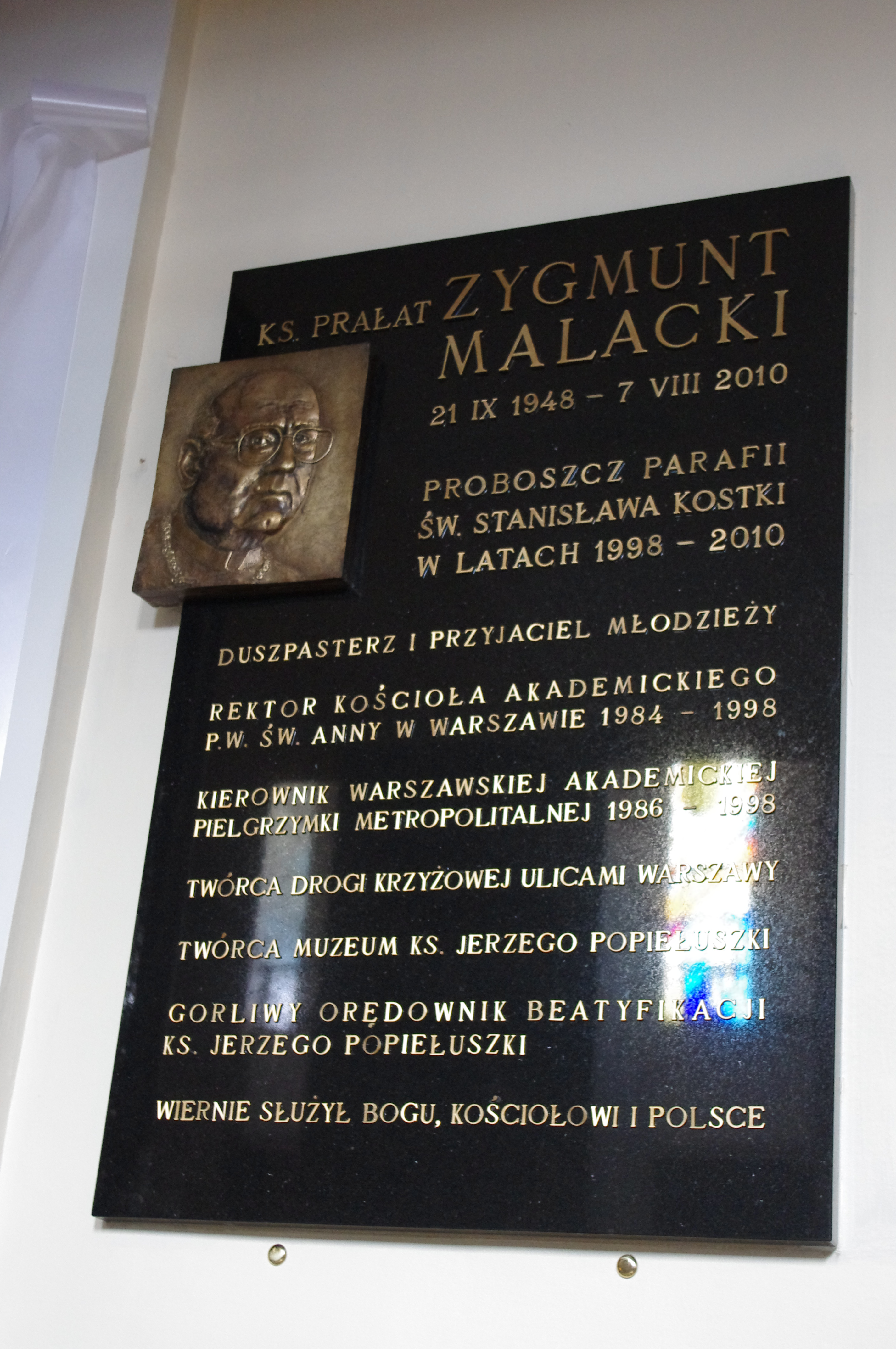
Tablica upamiętniająca Zygmunta Malackiego w Kościele św. Stanisława Kostki w Warszawie